# François Jozic
François Jozic (* 13. März 1973 in Lüttich) ist belgischer Unternehmer und war Gründer der von 2009 bis zur Insolvenz 2010 bestehenden noa bank, einem auf nachhaltige Anlageformen ausgerichteten Kreditinstitut in Frankfurt am Main.

## Leben
Jozic studierte Betriebswirtschaft im belgischen Lüttich. Seine berufliche Karriere begann er 1994, als er im Alter von 21 Jahren der Unternehmensberatung BJL als selbstständiger Berater beitrat. Dort unterstützte er bis 1998 hauptsächlich kleinere Firmen in Finanzierungsfragen und bei Restrukturierungen. 1999 wechselte Jozic für ein Jahr zu der belgischen Modeagentur Vision Management, wo er die Position des Finanzdirektors bekleidete. 2000 ging er erneut in die Consultingbranche und wurde Geschäftsführer der Ares Management. Für diese Beratungsgesellschaft ist er nach wie vor tätig. Sie betreut kleine und mittlere Unternehmen unter anderem bei Finanzierungsthemen sowie bei Fusionen und Übernahmen.
2004 wurde Jozic erstmals unternehmerisch in Deutschland aktiv. Zusammen mit seinem langjährigen Freund und Geschäftspartner Frédéric Lodewyk gründete er in Düsseldorf den Factoring-Dienstleister Quorum (mittlerweile noa factoring). Dieser richtete sich speziell an Mittelständler, denen er ihre Forderungen abkauft. Die Firmen verfügen damit sofort über Barmittel und müssen nicht warten, bis ihre Rechnungen beglichen werden. Quorum sah sich selbst mit einem Marktanteil von zehn Prozent der deutschen Factoring-Kunden als Nummer drei der Branche in Deutschland. Später war Jozic Vorsitzender des Beirats. Im August 2009 rief er gemeinsam mit Lodewyk die noa bank ins Leben, die drei Monate später mit Standorten in Frankfurt und Düsseldorf das Kundengeschäft aufnahm.
Jozic lebt mit einer Künstlerin zusammen und hat zwei Kinder. Die Familie lebt in Barcelona. Jozic spricht Englisch, Französisch, Spanisch und Deutsch.

## noa bank
Mit der Gründung der Bank, die bewusst auf Spekulationen verzichtete, wollte Jozic erklärtermaßen zu einem Paradigmenwechsel in der Finanzwelt und zur Abkehr von komplexen, riskanten und intransparenten Anlageformen beitragen. Die noa bank hatte den ausschließlichen Geschäftszweck, nachhaltig orientierten kleinen und mittelständischen Unternehmen aus der Realwirtschaft Kredite zur Verfügung zu stellen. Die Anleger konnten über die Verwendung ihrer Gelder selbst entscheiden. Sie hatten die Wahl, entweder einzelne Regionen oder bestimmte Branchen zu unterstützen, wie erneuerbare Energien, ökologische Landwirtschaft, den Gesundheitssektor und den Kulturbetrieb. „Wir gehen zurück zu den Wurzeln des Bankgeschäfts“, wurde Jozic in der Frankfurter Allgemeinen Zeitung zitiert.
Die BaFin hatte am 24. Juni 2010 vorübergehend die Neukreditvergabe und die Annahme von Kundeneinlagen aufsichtsrechtlich verboten.
Am 18. August 2010 hat die NOA Factoring Insolvenzantrag beim Amtsgericht Düsseldorf gestellt.
Die BaFin verhängte am 18. August 2010 ein Moratorium, also ein Veräußerungs- und Zahlungsverbot gegen die noa bank. Außerdem hat die BaFin angeordnet, die Bank für den Verkehr mit der Kundschaft zu schließen und dem Institut untersagt, Zahlungen entgegenzunehmen, die nicht zur Tilgung von Schulden ihm gegenüber bestimmt sind. Damit waren alle Konten der noa-bank-Kunden gesperrt – nach Angaben der BaFin zum Schutz der Gelder vor Abzug ins Ausland.
Die BaFin stellte am 25. August 2010 den Entschädigungsfall fest, damit waren die gesetzlichen Voraussetzungen für eine Entschädigung der Anleger gegeben. Nach Angaben der BaFin wird sich die Entschädigungseinrichtung deutscher Banken GmbH nun mit den Geschädigten der noa bank in Verbindung setzen, um die Auszahlungsmodalitäten zu regeln.
Das Amtsgericht Düsseldorf hat am 1. Oktober 2010 das Insolvenzverfahren eröffnet und den Rechtsanwalt Wolf-Rüdiger von der Fecht zum Insolvenzverwalter bestellt.